# Parc Nacional d’Ujung Kulon
El Parc Nacional d'Ujung Kulon està situat en l'Estret de la Sonda, entre la província de Banten a la costa sud-occidental de l'illa de Java i la província de Lampung, a la costa sud-oriental de l'illa de Sumatra, a l'arxipèlag d'Indonèsia. Va ser declarat com a Patrimoni de la Humanitat per la UNESCO l'any 1991.
El parc nacional inclou la península d'Ujung Kulon i diverses illes properes a la platja, envoltant al volcà del Krakatoa. A més de la seva bellesa natural i interès geològic, especialment per a l'estudi dels volcans, conté la major àrea de selves tropicals de plana de l'illa de Java.

## Geografia
El parc abasta una superfície de 1.206 km² (443 km² marí), la major part qual és una península que s'endinsa a l'oceà Índic. L'explosió del Krakatoa el 1883 en els voltants va produir un tsunami (onada gegant) que va eliminar els pobles i cultius de les zones costaneres a la península occidental, i es va cobrir l'àrea completa amb una capa de cendra d'una mitjana de 30 cm de gruix. Això va provocar l'evacuació total de la península pels éssers humans, permetent d'aquesta manera que es converteixi en un santuari de gran part de la flora i fauna de Java, i la majoria dels boscos de terres baixes que queda a l'illa.
Alberga a diverses espècies de plantes i animals en perill d'extinció, sent la més destacable el rinoceront de Java (Rhinoceros sondaicus) del que es creu en queden uns 60 exemplars.

## Conservació
Parts del avui parc nacional i Patrimoni de la Humanitat es troben protegits des de principis del segle xx. Krakatoa (o més aviat, els tres illots menors que hi queden) varen ser declarats com a Reserva Natural el 1921, seguit de Pulau Panaitan i la reserva natural de Pulau Peucang el 1937, la reserva natural de Ujung Kulon, el 1958, la Reserva Natural de Gunung Honje el 1967 i més recentment com a Parc Nacional de Ujung Kulon el 1992. El 2005 el parc va ser declarat com a parc de l'ASEAN.